# Miami Heat 1991-1992
La stagione 1991-92 dei Miami Heat fu la 4ª nella NBA per la franchigia.
I Miami Heat arrivarono quarti nella Atlantic Division della Eastern Conference con un record di 38-44. Nei play-off persero al primo turno con i Chicago Bulls (3-0).

## Risultati
| Squadra            | V  | P  | %    | GB |
| ------------------ | -- | -- | ---- | -- |
| N.Y. Knicks        | 51 | 31 | 62,2 | -  |
| Boston Celtics     | 51 | 31 | 62,2 | -  |
| N.J. Nets          | 40 | 42 | 48,8 | 11 |
| Miami Heat         | 38 | 44 | 46,3 | 13 |
| Philadelphia 76ers | 35 | 47 | 42,7 | 16 |
| Washington Bullets | 25 | 57 | 30,5 | 26 |
| Orlando Magic      | 21 | 61 | 25,6 | 30 |

## Roster
| N° | Naz.                   | Ruolo | Sportivo        | Anno | Alt. | Peso \|\| |
| -- | ---------------------- | ----- | --------------- | ---- | ---- | --------- |
| 00 | Jugoslavia (bandiera)  | AC    | Miloš Babić     | 1968 | 213  | 109       |
| 2  | Stati Uniti (bandiera) | GA    | Keith Askins    | 1967 | 201  | 89        |
| 3  | Stati Uniti (bandiera) | G     | Steve Smith     | 1969 | 201  | 91        |
| 4  | Stati Uniti (bandiera) | C     | Rony Seikaly    | 1965 | 211  | 104       |
| 11 | Stati Uniti (bandiera) | G     | Sherman Douglas | 1966 | 183  | 82        |
| 12 | Stati Uniti (bandiera) | G     | Bimbo Coles     | 1968 | 185  | 82        |
| 20 | Stati Uniti (bandiera) | G     | Jon Sundvold    | 1961 | 188  | 77        |
| 21 | Stati Uniti (bandiera) | G     | Kevin Edwards   | 1965 | 191  | 86        |
| 22 | Stati Uniti (bandiera) | G     | Brian Shaw      | 1966 | 198  | 86        |
| 23 | Stati Uniti (bandiera) | G     | John Morton     | 1967 | 191  | 82        |
| 30 | Stati Uniti (bandiera) | A     | Winston Bennett | 1965 | 201  | 95        |
| 33 | Stati Uniti (bandiera) | AC    | Alec Kessler    | 1967 | 211  | 104       |
| 34 | Stati Uniti (bandiera) | GA    | Willie Burton   | 1968 | 203  | 95        |
| 41 | Stati Uniti (bandiera) | A     | Glen Rice       | 1967 | 201  | 98        |
| 43 | Stati Uniti (bandiera) | A     | Grant Long      | 1966 | 203  | 102       |
| 53 | Stati Uniti (bandiera) | C     | Alan Ogg        | 1967 | 218  | 109       |

## Staff tecnico
- Allenatore: Kevin Loughery
- Vice-allenatori: Bob Staak, Alvin Gentry